# Минское воеводство
Ми́нское воево́дство (лат. Palatinatus Minscensis, пол. Województwo mińskie) — административно-территориальная единица в составе Великого княжества Литовского в 1566—1793 годах. Центр — город Минск.
Воеводство было образовано в результате административно-территориальной реформы 1565—1566 годов. Первоначально оно состояло из двух поветов — Минского и Речицкого. В 1569 году в ходе переговоров о заключении Люблинской унии к воеводству был присоединён Мозырский повет, ранее входивший в Киевское воеводство, которое теперь переходило под управление Королевства Польского.
Воеводство граничило с Брестским воеводством на юго-западе, Новогрудским воеводством на западе, Виленским воеводством на северо-западе, Полоцким воеводством на севере, Витебским воеводством на северо-востоке, Мстиславским воеводством на востоке. На юге воеводство граничило с Киевским воеводством Короны. Некоторое время в XVII веке Минское воеводство граничило со Смоленским и Черниговским воеводствами.
В 1772 году в ходе первого раздела Речи Посполитой часть территории Речицкого повета была присоединена к Российской империи.
В 1793 году в ходе второго раздела Речи Посполитой вся территория воеводства была присоединена к Российской империи.

## Список воевод
- Гавриил Горностай, 1566—1576
- Николай Сапега, 1576—1588
- Богдан Сапега, 1588—1593
- Ян Абрамович, 1593—1596
- Андрей Завиша, 1596—1598
- Ян Пац, 1600—1610
- Николай Сапега, 1611—1618
- Пётр Тышкевич, 1618—1631
- Бальтазар Стравинский, 1631—1633
- Александр Слушка, 1633—1638
- Николай Сапега «Побожный», 1638
- Александр Масальский, 1638—1643
- Андрей Масальский, 1643—1645
- Александр Огинский, 1645—1649
- Гедеон Дунин-Раецкий, 1649—1654
- Кшиштоф Рудомина-Дусяцкий, 1654—1655
- Кшиштоф Цехановецкий, 1655—1655
- Ян Себастьян Кешторт, 1656—1667
- Казимир Кароль Бяллозор, 1667—1680
- Михаил Довмонт-Сясецкий, 1681—1698
- Владислав Иосафат Сапега, 1699—1709
- Кшиштоф Зенович, 1709—1717
- Кшиштоф Станислав Завиша, 1720—1721
- Ян Казимир Жаба, 1721—1754
- Ян Август Гильзен, 1754—1767
- Юзеф Ежи Гильзен, 1767—1770
- Тадеуш Бужиньский, 1770—1773
- Юзеф Николай Радзивилл, 1773—1784
- Адам Хмара, 1784—?

## Список наместников
До образования Минского воеводства территория управлялась наместниками:
- Заславский князь Иван (Юрьевич) (1468—1473)
- князь Иван Василевич (1487—1489)
- Линич Миколай Иванович (1494—1498)
- Заславский князь Богдан Иванович (1501—1525)

## Списоккаштелянов
- Талваш Миколай Станиславович (23 марта 1566—1570)
- Глебович Ян Янович (1571 — 30 февраля 1585)
- Гарабурда Михаил Богданович (1585 — 12 июля 1586)
- Агриппа Вацлав (15 июля 1586 — 25 марта 1590)
- Стравинский Мартин (25 марта 1590 — 14 мая 1592)
- Сапега Андрей Павлович (14 мая 1592 — 23 июля 1597)

см. Каштеляны Минские